# 11176 Batth
A 11176 Batth (ideiglenes jelöléssel 1998 FD68) a Naprendszer kisbolygóövében található aszteroida. A LINEAR projekt keretében fedezték fel 1998. március 20-án.